# Ecaterina Teodoroiu
Ecaterina Teodoroiu, född 14 januari 1894 i Vădeni, död 3 september 1917 i närheten av Străoane, var en rumänsk sjukvårdare och infanterist som tjänstgjorde i den rumänska armén under första världskriget. Hon var förmodligen den första kvinnan under 1900-talet att leda en manlig infanteritrupp i strid och betraktas i Rumänien som en nationalhjälte.

## Biografi
Ecaterina Teodoroiu föddes i byn Vădeni, numera en del av staden Târgu Jiu som ett av åtta syskon. Familjen var bönder och fattiga, för att undkomma fattigdomen valde Teodoroiu att studera till lärare. 1913 gick hon med i den rumänska grenen av scoutrörelsen och under andra balkankriget deltog hon i en scouttrupp som assisterade den rumänska militären.
I augusti 1916 gick Rumänien in i första världskriget på ententens sida och Teodoroiu anmälde sig frivillig som sjukvårdare på sjukhuset i Târgu Jiu. I oktober samma år hotades staden av bayerska trupper och hon anslöt sig till en skara reservister och civila som slog tillbaka tyskarna vid en bro över floden Jiu. Den rumänska kungafamiljen blev så imponerade av hennes mod under striden att de bjöd in henne att besöka dem i Bukarest.
En vecka senare, den 1 november, stupade hennes bror Nicolae. Ecaterina ansökte om att få tillstånd att tjänstgöra som frontsoldat i broderns regemente för att hämnas hans död. Tack vare sitt stöd från kungafamiljen beviljades hon tillstånd. Tre dagar senare fick hon möjlighet att visa sitt värde genom att överlista tyskarna genom en list som tillät hennes enhet att undvika dem. Själv tillfångatogs hon dock men lyckades fly efter att ha skjutit sin vakt.

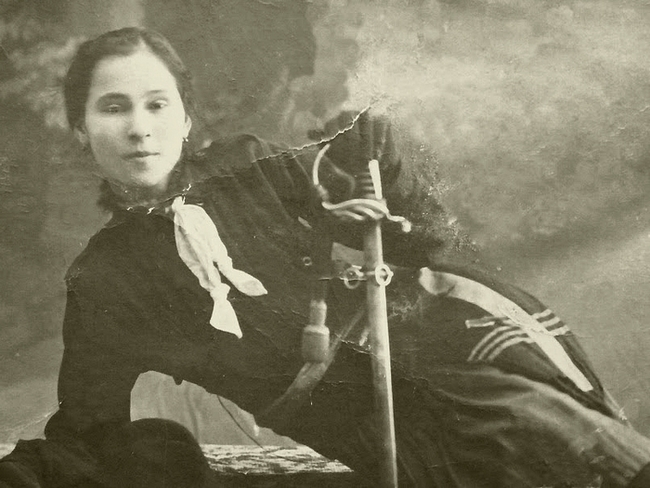
Porträtt av Teodoroiu 1916.

Under strider i närheten av staden Filiași i november 1916 blev Teodoroiu allvarligt sårad i båda benen av granatsplitter. Hon evakuerades tillsammans med andra sårade först till Craiova, sedan till Bukarest och till slut till Iași i Moldavien. Hon släpptes från sjukhuset i januari 1917 och begärde förflyttning till 43:e/59:e infanteriregimentet som sjuksköterska.
Den 10 mars 1917 tilldelades hon medaljen "Virtutea Militară" av andra graden för sina insatser i strid. En vecka senare tilldelade kung Ferdinand I henne första gradens medalj och befordrade henne till underlöjtnant. Hon blev plutonsbefäl för 25 man i regementets sjunde kompani.

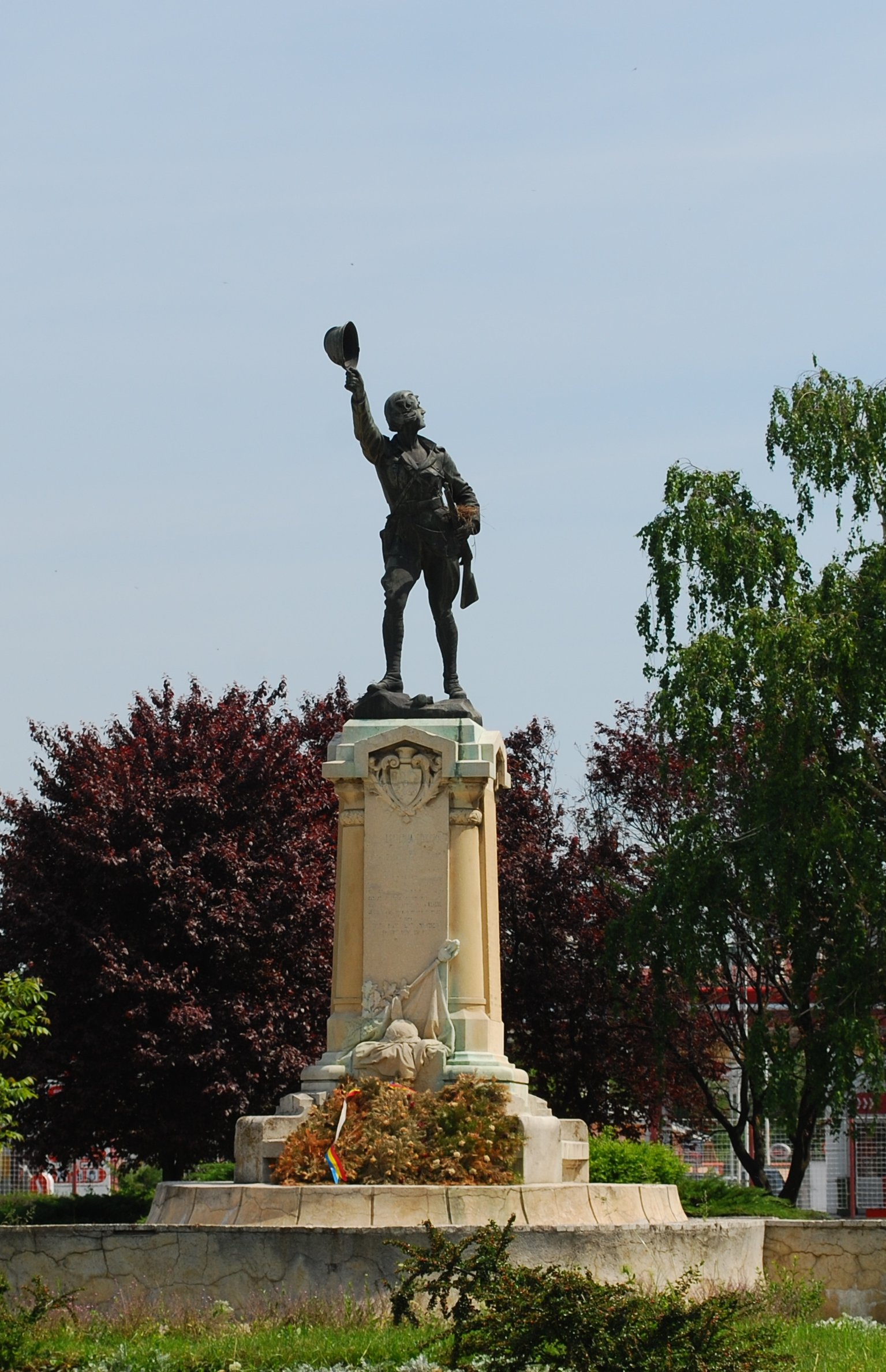
Ett monument tillägnat Ecaterina Teodoroiu i Slatina.

I början av augusti 1917 under slaget om Mărășești korsade Teodoroius regemente floden Siret och slog läger nära fronten. De intog en försvarsposition nära Muncelu-Varnita och brigadgeneralen Ernest Broșteanu som insåg Teodoroius propagandavärde beordrade henne att dra sig tillbaka till ett fältsjukhus i de bakre leden men hon vägrade. Den 3 september attackerade den tyska 115:e divisionen de rumänska leden med en stor styrka. Teodoroiu dödades av kulspruteeld när hon ledde sin pluton i en motattack.
Teodoroiu begravdes ursprungligen nära fronten men 1921 flyttades hennes kvarlevor till Târgu Jiu där de begravdes under högtidliga former den 9 juni i stadens centrum. Ett monument tillägnat henne skulpterades av Milița Petrașcu och restes på platsen 1936. Hon blev något av en legend redan under sin livstid när berättelser om "jungfrun från Jiu" började spridas 1916 och efter sin död har hon av många beskrivits som Rumäniens Jeanne d'Arc.